# Красильников, Виталий Сергеевич
Виталий Сергеевич Красильников (30 марта 1920, с. Варнавино, Варнавинский уезд, Костромская губерния, РСФСР — 1 марта 2003) — советский руководитель органов государственной безопасности, председатель КГБ при Совете Министров Азербайджанской ССР (1969—1980).

## Биография
Родился в семье служащих. Член ВКП(б) с октября 1943 г.
В 1939 г. поступил в Горьковский институт инженеров водного транспорта. С декабря 1939 г. в РККА. Служил в 48 лыжном батальоне 8 армии, участвовал в советско-финской войне. В апреле 1940 года был демобилизован, вернулся в институт, однако с началом Великой Отечественной войны вновь призван в армию.
В 1943 г. окончил второе Горьковское танковое училище, командовал автомобильным взводом 4 гвардейской воздушно-десантной дивизии МВО, с августа 1944 года служил в 106 стрелковой дивизии (2, 3 Украинские фронты): помощник командира батареи по МТО, начальник дивизионного обменного пункта, командир взвода автоматчиков, начальник подвижных интендантских складов. В июле 1946 года был демобилизован.
В 1948 г., после восстановления, окончил Горьковский институт инженеров водного транспорта. В 1948—1949 гг. — производитель работ по капитальному ремонту, инженер-строитель и начальник механического цеха Красноярского судоремонтного завода. С июля 1949 года — инструктор политотдела Управления Енисейского речного пароходства, с января 1950 года — инструктор, с мая 1952 года — заместитель заведующего транспортным отделом Красноярского краевого комитета ВКП(б).
Затем — в органах государственной безопасности. В 1954 году окончил Курсы подготовки руководящего и оперативного состава при Высшей школе МГБ-КГБ СССР. Работал заместителем начальника 1 отделения 3 отдела 6 Управления КГБ при Совете Министров СССР, замначальника отдела кадров 6 Управления, с 1957 заместитель начальника 3 отдела 6 Управления, с 1958 начальник 3 отдела 6 Управления. В феврале - июне 1960 г. — начальник 3 отделения 14 отдела 2 Главного управления КГБ при Совете Министров СССР, затем замначальника 16 отдела (с июля 1962 г. — 12-го, с апреля 1963 г. — 10-го отдела) 2 Главного управления КГБ при Совете Министров СССР, с 1964 замначальника 7 отдела 2 Главного управления КГБ при Совете Министров СССР. В 1967—1969 гг. — заместитель председателя КГБ при Совете Министров Азербайджанской ССР, в 1969—1980 гг. — председатель КГБ при Совете Министров Азербайджанской ССР, в 1980—1982 гг. — руководитель представительства КГБ СССР при МВД Болгарии.
С ноября 1982 г. — в действующем резерве КГБ, работал советником председателя Государственного комитета СССР по материально-техническому снабжению по вопросам безопасности, с апреля 1988 г. одновременно начальник отдела этого Госкомитета. В декабре 1990 г. исключен из состава действующего резерва, находился в распоряжении 6 Управления КГБ СССР, в октябре 1991 г. уволен в отставку по возрасту.
Генерал-лейтенант (1978).

## Награды и звания
Награжден двумя орденами Красного Знамени (1967 и 1971), орденом Отечественной войны I степени (1985), нагрудным знаком «Почетный сотрудник госбезопасности» (1960), 15-ю медалями.